# Dion Taufitu
Dion Paki Taufitu est un homme politique niuéen.

## Biographie
Après avoir été secrétaire du Parlement de Niué, il est élu député de la circonscription de Toi -l'un des plus petits villages de l'île, avec une population alors d'environ quarante personnes- aux élections législatives de 1990, comme membre du Parti du peuple niuéen. Réélu à celles de 1993 puis de 1996, toujours avec l'étiquette de ce parti, il conserve son siège également lors des élections de 1999, à la suite desquelles le Premier ministre Sani Lakatani le nomme ministre chargé des portefeuilles des services administratifs, des travaux publics, de l'agriculture, des pêcheries, de la sylviculture, de l'emploi et de la radiodiffusion ; Niué étant un très petit pays et la loi ne permettant que quatre ministres au gouvernement, chacun prend en charge de multiples fonctions.
Le Parti du peuple remporte les élections de 2002, auxquelles Dion Taufitu conserve son siège de député de Toi (avec les voix de dix des dix-huit votants, face à son adversaire Lilivika Muimatagi), mais il n'est pas reconduit dans ses fonctions ministérielles par le nouveau Premier ministre Young Vivian. Aux élections de 2005, il obtient exactement le même nombre de voix que Lilivika Muimatagi, et celle-ci est déclarée élue députée de Toi par tirage au sort. Il retrouve son siège aux élections de 2008 avec les voix de dix des seize votants dans sa circonscription, et est réélu en 2011 avec onze voix sur dix-huit, siégeant sur les bancs de la majorité parlementaire du gouvernement de Toke Talagi. Aux élections de 2014 il reçoit dix sièges sur vingt, à égalité avec sa concurrente Mokaelalini Vaha. Cette fois, le tirage au sort pour les départager lui est favorable, et il demeure député. En 2012, il représente Niué à la COP 18 à Doha.
Aux élections de 2017 il est largement réélu député de Toi avec dix des quatorze suffrages exprimés. À celles de 2020, il est largement réélu avec quinze voix sur vingt-deux. À celles de 2023, il est le seul candidat dans sa circonscription, et est automatiquement reconduit sans vote.